# Cannes Classics
Cannes Classics est une section de la sélection officielle du Festival de Cannes, un festival de cinéma international se déroulant chaque année à Cannes (Alpes-Maritimes, Provence-Alpes-Côte d'Azur, France) durant douze jours pendant la seconde quinzaine du mois de mai .

## Présentation
Cannes Classics est créée dans le cadre du festival de Cannes 2004 à l'initiative de Thierry Frémaux qui occupe alors le poste de délégué artistique du festival.
La section répond à la volonté de valorisation, à côté du cinéma en train de se faire, des films plus anciens que ceux présentés en compétition en donnant une autre dimension à l'ambition de promotion que s'est fixée le Festival.
Elle présente à l'origine, dans deux catégories, « hommage » et « copies restaurées », des hommages et des documentaires sur des films et des personnalités du cinéma pour la première et des films du patrimoine cinématographique international dans des copies restaurées pour la seconde. Elle s'enrichit au fil du temps et présente de nouveaux thèmes selon les années et les événements.
La projection des films et documentaires est assurée en journée et parfois en début de soirée et répartie dans les trois salles Claude-Debussy, Luis-Buñuel et Agnès-Varda du Palais des festivals, accessibles sur accréditation.

## Éditions

### 2008
Sont présentés cinq films de la sélection du festival de Cannes 1968 qui n'ont pas été projetés alors à cause de l'annulation du festival en lien avec les événements de Mai 68 : Peppermint frappé de Carlos Saura, Anna Karénine de Alexandre Zarkhi, Vingt-quatre heures de la vie d'une femme de Dominique Delouche, Un jour parmi tant d'autres de Peter Collinson, et Treize jours en France de Claude Lelouch et François Reichenbach qui ne faisait pas partie de la sélection officielle.

### 2010

#### Films
| Titre                          | Réalisation           | Pays                   | Année |
| ------------------------------ | --------------------- | ---------------------- | ----- |
| La Bataille du rail            | René Clément          | France                 | 1946  |
| Boudu sauvé des eaux           | Jean Renoir           | France                 | 1932  |
| Tristana                       | Luis Buñuel           | Espagne France Italie  | 1970  |
| Le Guépard                     | Luchino Visconti      | France Italie          | 1963  |
| Le Tambour                     | Volker Schlöndorff    | Allemagne              | 1979  |
| Les Ruines                     | Mrinal Sen            | Inde                   | 1983  |
| La Campagne de Cicéron         | Jacques Davila        | France                 | 1989  |
| La 317e Section                | Pierre Schoendoerffer | France Espagne         | 1965  |
| Le Grand Amour                 | Pierre Étaix          | France                 | 1969  |
| L'Odyssée de l'African Queen   | John Huston           | Royaume-Uni États-Unis | 1951  |
| Au petit bonheur               | Marcel L'Herbier      | France                 | 1946  |
| Psychose                       | Alfred Hitchcock      | États-Unis             | 1960  |
| Le Baiser de la femme araignée | Hector Babenco        | États-Unis Brésil      | 1985  |
| Une rivière nommé Titash       | Ritwik Ghatak         | Inde                   | 1973  |
| Deux filles dans la rue        | André de Toth         | Hongrie                | 1939  |
| La Flûte de roseau             | Ermek Shinarbaev      | Kazakhstan             | 1989  |

#### Courts-métrages
| Titre                      | Réalisation        | Pays   | Année |
| -------------------------- | ------------------ | ------ | ----- |
| Le Ruisseau de Ripasottile | Roberto Rossellini | Italie | 1941  |
| The Eloquent Peasant       | Chadi Abdel Salam  | Égypte | 1970  |

#### Documentaires
| Titre                                        | Réalisation            | Pays        | Année |
| -------------------------------------------- | ---------------------- | ----------- | ----- |
| ... Mais le cinéma reste ma maîtresse        | Stig Björkman          | Suède       | 2010  |
| Cameraman: The Life and Work of Jack Cardiff | Craig McCall           | Royaume-Uni | 2010  |
| Hollywood don't surf                         | Greg MacGillivray      | États-Unis  | 2010  |
| Toscan                                       | Isabelle Partiot-Pieri | France      | 2010  |

### 2011

#### Films
| Titre                          | Réalisation              | Pays       | Année |
| ------------------------------ | ------------------------ | ---------- | ----- |
| Le Voyage dans la lune         | Georges Méliès           | France     | 1902  |
| Orange mécanique               | Stanley Kubrick          | États-Unis | 1971  |
| La Machine à tuer les méchants | Roberto Rossellini       | Italie     | 1952  |
| Il était une fois le Bronx     | Robert De Niro           | États-Unis | 1993  |
| Le Conformiste                 | Bernardo Bertolucci      | Italie     | 1970  |
| Portrait d'une enfant déchue   | Jerry Schatzberg         | États-Unis | 1970  |
| La Loi de la frontière         | Lufti O. Akad            | Turquie    | 1966  |
| La Zone de la mort             | Victor Trivas            | Allemagne  | 1931  |
| Les Enfants du paradis         | Marcel Carné             | France     | 1945  |
| Despair                        | Rainer-Werner Fassbinder | Allemagne  | 1978  |
| Le Sauvage                     | Jean-Paul Rappeneau      | France     | 1975  |
| Chronique d'un été             | Jean Rouch, Edgar Morin  | France     | 1960  |
| L’Assassin                     | Elio Petri               | Italie     | 1961  |
| Rue Cases Nègres               | Euzhan Palcy             | France     | 1983  |

#### Documentaires
| Titre                                                  | Réalisation                          | Pays              | Année |
| ------------------------------------------------------ | ------------------------------------ | ----------------- | ----- |
| The Look d’Angelina Maccarone                          |                                      | Allemagne, France | 2011  |
| Le Monde de Corman: Exploits d’un rebelle hollywoodien | Alex Stapleton                       | États-Unis        | 2011  |
| Belmondo... Itineraire                                 | Vincent Perrot et Jeff Domenech      | France            | 2011  |
| Kurosawa, la voie                                      | Catherine Cadou                      | France            | 2011  |
| Il était une fois… Orange Mécanique                    | Antoine de Gaudemar et Michel Ciment | France            | 2011  |

### 2015
| Titre                           | Réalisation      | Pays                            | Année |
| ------------------------------- | ---------------- | ------------------------------- | ----- |
| More                            | Barbet Schroeder | France - Allemagne - Luxembourg | 1969  |
| Rocco et ses frères             | Luchino Visconti | Italie                          | 1960  |
| Les Yeux brûlés                 | Laurent Roth     | France                          | 1986  |
| Ascenseur pour l’échafaud       | Louis Malle      | France                          | 1958  |
| La Noire de...                  | Ousmane Sembène  | Sénégal - France                | 1966  |
| Insiang                         | Lino Brocka      | Philippines                     | 1976  |
| Le Sud                          | Fernando Solanas | Argentine                       | 1988  |
| Conte des chrysanthèmes tardifs | Kenji Mizoguchi  | Japon                           | 1939  |
| Combat sans code d'honneur      | Kinji Fukasaku   | Japon                           | 1973  |